# Zhang Yang (Badminton)
Zhang Yang (chinesisch 張楊 / 张杨, Pinyin Zhāng Yáng; * 30. Januar 1981) ist ein chinesischer Badmintonspieler, der später für Hongkong startete.

## Karriere
Zhang Yang wurde 1998 Juniorenweltmeister im Herreneinzel. Bei den China Open 1999 wurde er ebenso 17. wie bei den Bitburger BMW Open 2000 und den Indonesia Open 2004. Bei letztgenanntem Turnier startete er bereits für seine neue Heimat Hongkong.

## Sportliche Erfolge
| Saison | Veranstaltung                    | Disziplin    | Platz | Name       |
| ------ | -------------------------------- | ------------ | ----- | ---------- |
| 1998   | Weltmeisterschaften der Junioren | Herreneinzel | 1     | Zhang Yang |
| 1999   | China Open                       | Herreneinzel | 17    | Zhang Yang |
| 2000   | Bitburger BMW Open               | Herreneinzel | 17    | Zhang Yang |
| 2004   | Indonesia Open                   | Herreneinzel | 17    | Zhang Yang |